# Guizhouacris
Guizhouacris is een geslacht van rechtvleugeligen uit de familie Dericorythidae. De wetenschappelijke naam van dit geslacht is voor het eerst geldig gepubliceerd in 2006 door Yin & Li.

## Soorten
Het geslacht Guizhouacris  is monotypisch en omvat slechts de volgende soort:
- Guizhouacris xiai (Yin & Li, 2006)